# Katholieke Kerk in Groot-Brittannië

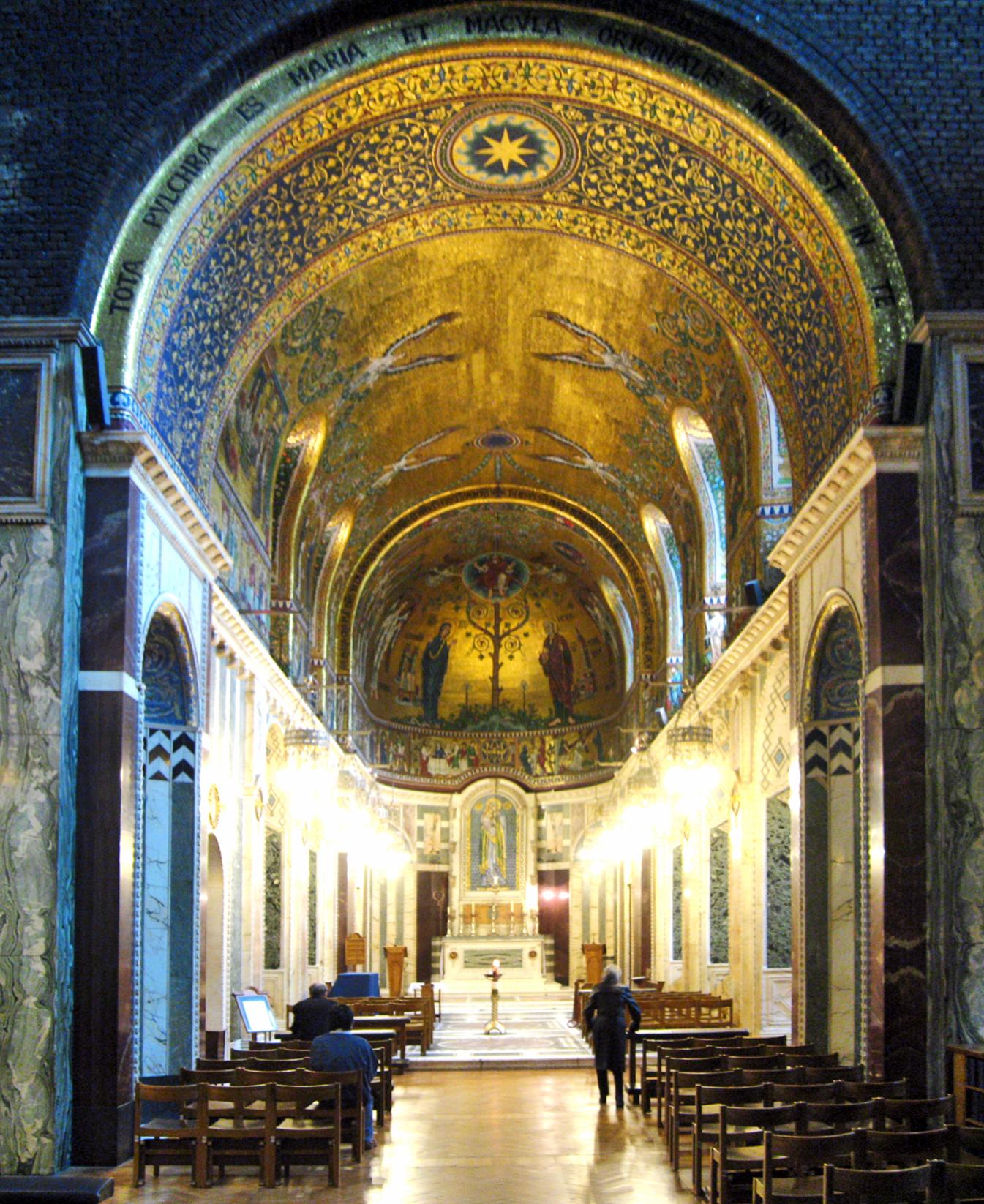
Lady Chapel, Kathedraal van Westminster

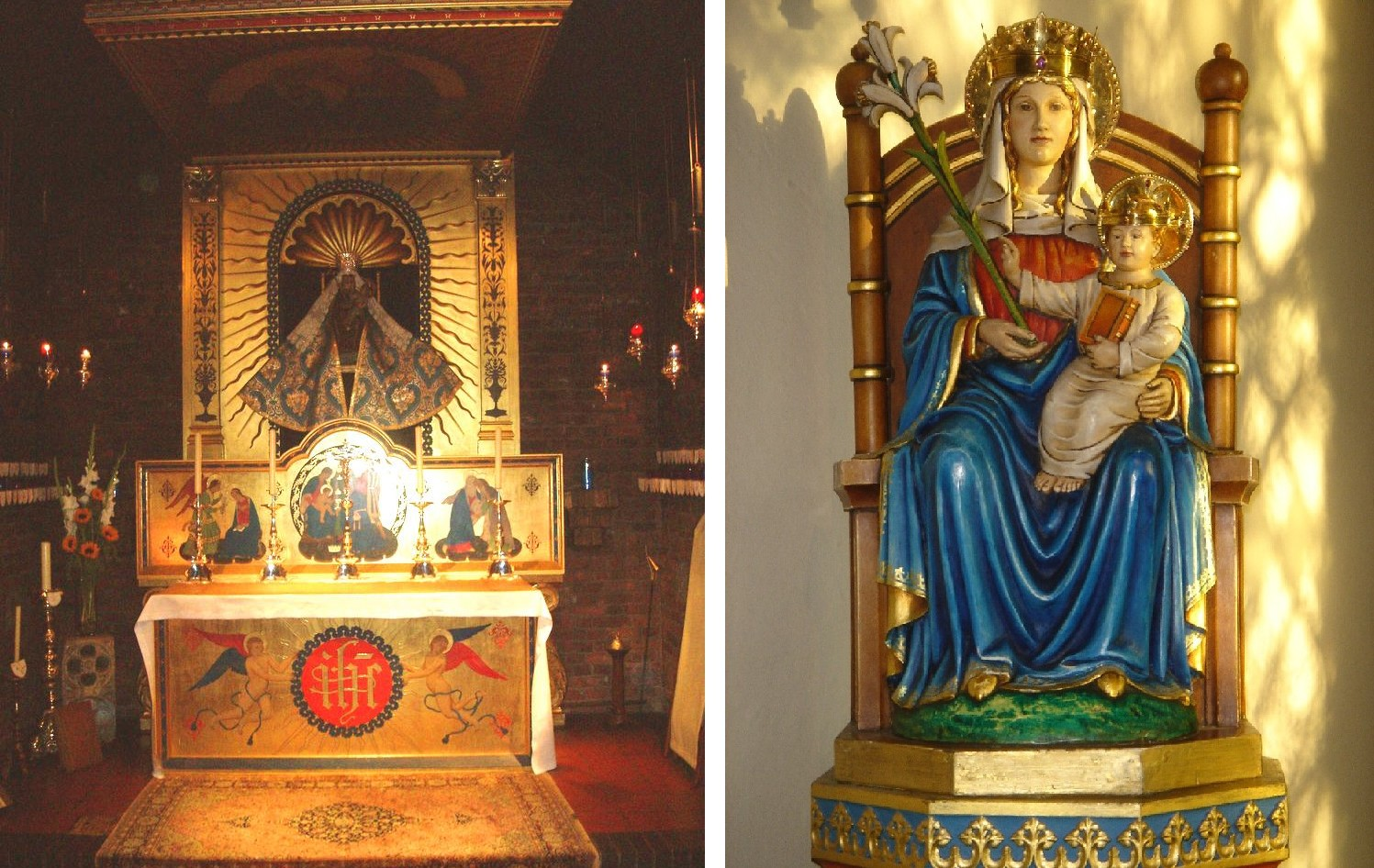
Onze Lieve Vrouw van Walsingham

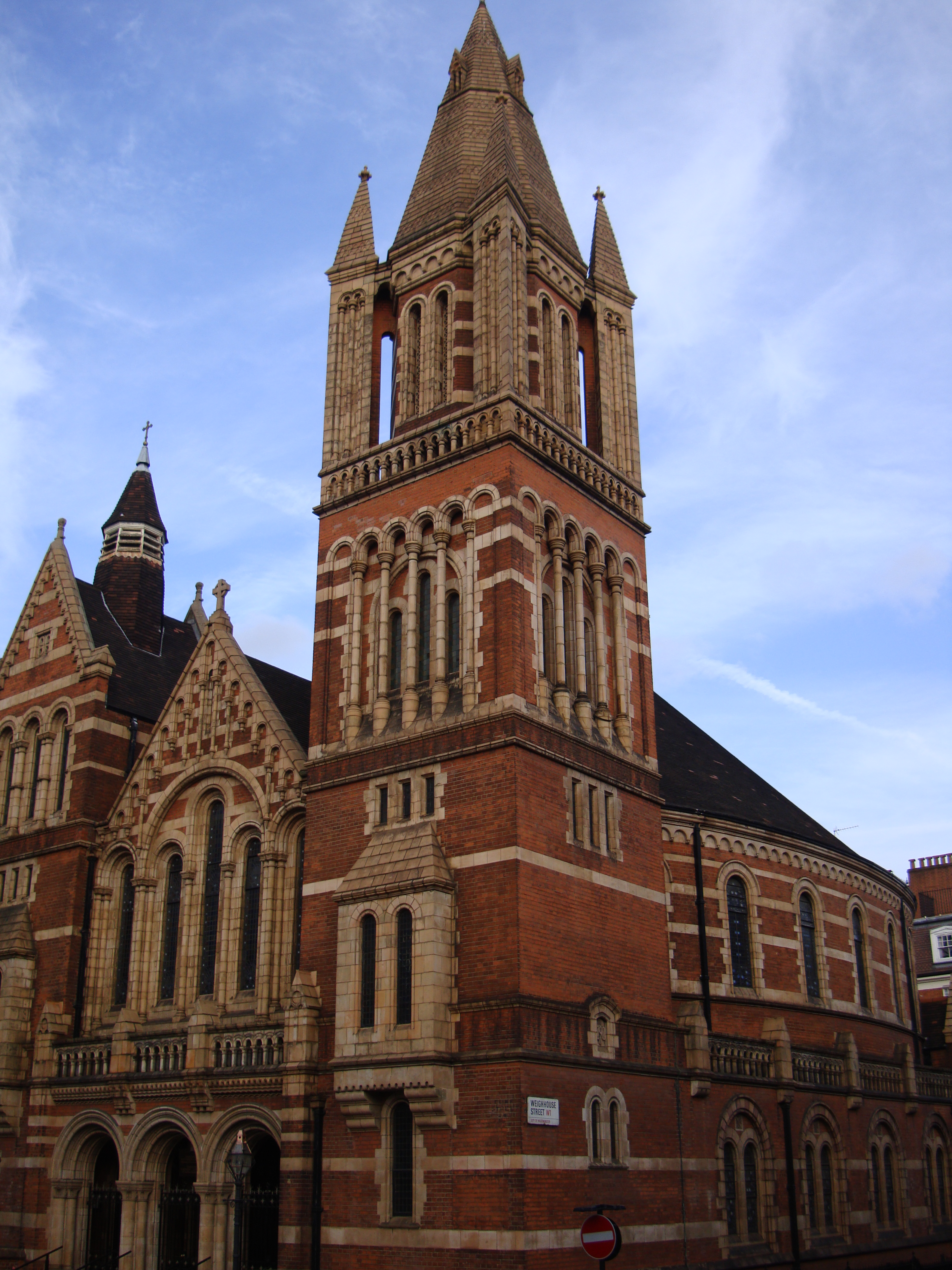
Kathedraal van de Heilige Familie in Ballingschap, van de Oekraïense Grieks-Katholieke Kerk in Londen

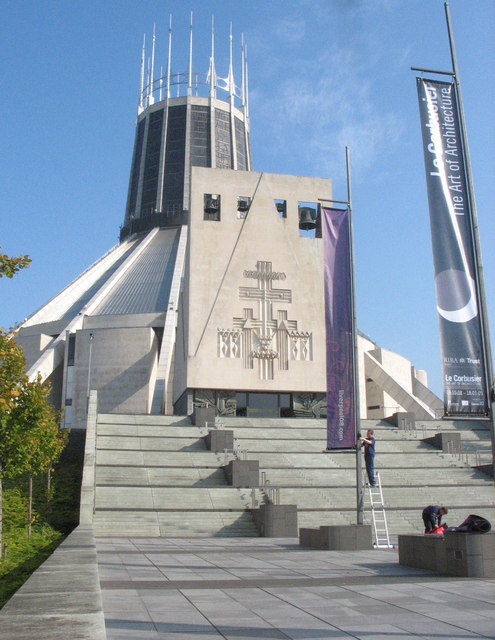
Kathedraal van Liverpool

De Katholieke Kerk in Groot-Brittannië maakt deel uit van de wereldwijde Rooms-Katholieke Kerk, onder het leiderschap van de paus en de Curie.
Reeds in de eerste eeuwen na Christus is er van een geordende kerkgemeenschap sprake met een bisschop in Londen. Uit de kernen in het noorden (Lindisfarne, York) en in het zuiden (Salisbury, Canterbury) groeide onder de heilige Augustinus van Canterbury (597-604), een meer nationaal kerkverband. De term "Ecclesia Anglicana" ("Engelse Kerk") komt al in de Magna Carta voor (1215).
Na het schisma in 1534, waarbij Hendrik VIII de Anglicaanse Kerk afscheidde van de Katholieke Kerk, vanwege een conflict met de paus over de ontbinding van zijn eerste huwelijk, werd de kerkelijke hiërarchie in Engeland en Wales hersteld in 1850 (Universalis Ecclesiae), en in Schotland in 1878. In 1982 werden de diplomatieke betrekkingen met het Vaticaan volledig hersteld.  Circa 8 % van de bevolking van het Verenigd Koninkrijk is katholiek.  Vele katholieken zijn uit Ierland afkomstig. Er zijn in Engeland en Wales vijf aartsbisdommen en vijftien bisdommen; Schotland telt twee aartsbisdommen en zes bisdommen.
Paus Johannes Paulus II bracht een pastoraal bezoek aan Groot-Brittannië van 28 mei tot 2 juni 1982 (de eerste paus die Groot-Brittannië bezocht). Paus Benedictus XVI bracht van 16 tot 19 september 2010 een staatsbezoek aan Groot-Brittannië.
Apostolisch nuntius voor Groot-Brittannië is sinds 13 april 2023 aartsbisschop Miguel Maury Buendía.

## Kerkprovincies en bisdommen
1. Kerkprovincie Birmingham: Aartsbisdom Birmingham, Bisdom Clifton, Bisdom Shrewsbury;
2. Kerkprovincie Cardiff: Aartsbisdom Cardiff-Menevia, Bisdom Wrexham;
3. Kerkprovincie Glasgow: Aartsbisdom Glasgow, Bisdom Motherwell, Bisdom Paisley;
4. Kerkprovincie Liverpool: Aartsbisdom Liverpool, Bisdom Hallam, Bisdom Hexham-Newcastle, Bisdom Lancaster, Bisdom Leeds, Bisdom Middlesbrough, Bisdom Salford;
5. Kerkprovincie Saint Andrews-Edinburgh: Aartsbisdom Saint Andrews en Edinburgh, Bisdom Aberdeen, Bisdom Argyll and The Isles, Bisdom Dunkeld, Bisdom Galloway;
6. Kerkprovincie Southwark: Aartsbisdom Southwark, Bisdom Arundel en Brighton, Bisdom Plymouth, Bisdom Portsmouth
7. Kerkprovincie Westminster: Aartsbisdom Westminster, Bisdom Brentwood, Bisdom East Anglia, Bisdom Northampton, Bisdom Nottingham;
8. Immediatum: Missio sui juiris Ascension-Tristan da Cunha (Saint Helena), Persoonlijk ordinariaat Our Lady of Walsingham;
9. Militair ordinariaat.

Per decreet van 12 september 2024 is het aartsbisdom Cardiff gefuseerd met het bisdom Menevia tot het aartsbisdom Cardiff-Menevia.

Bisdommen in Engeland, Schotland en Wales
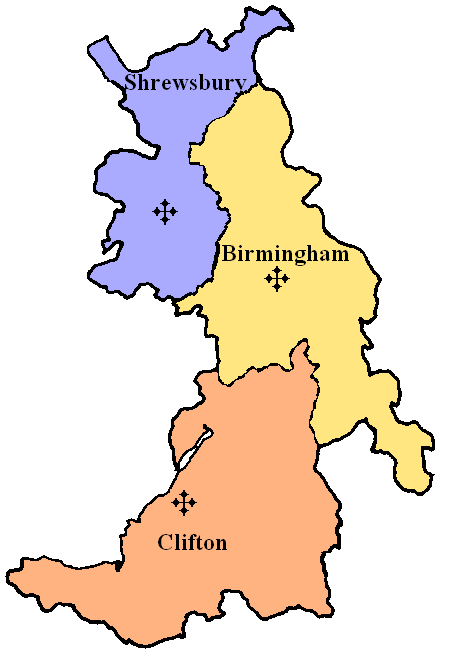
Kerkprovincie Birmingham (Engeland)
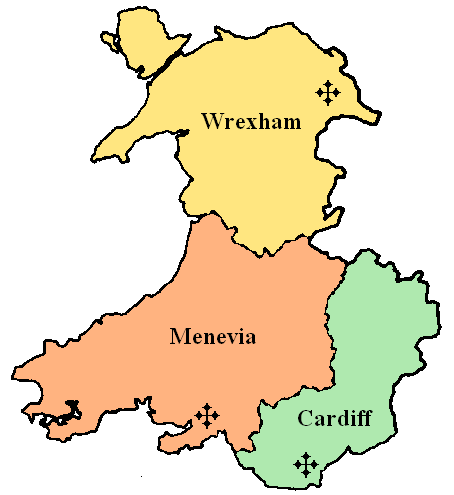
Kerkprovincie Cardiff (Wales)
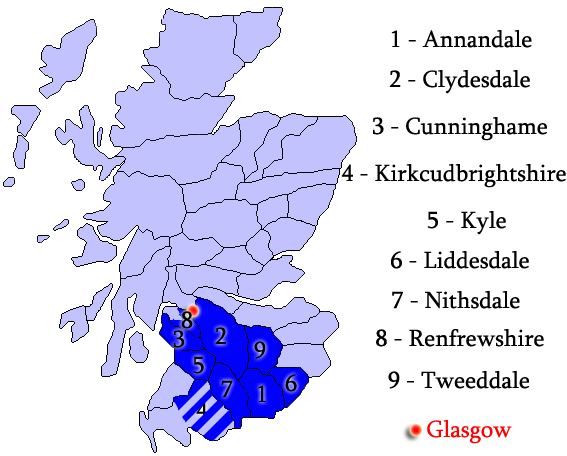
Aartsbisdom Glasgow (Schotland)
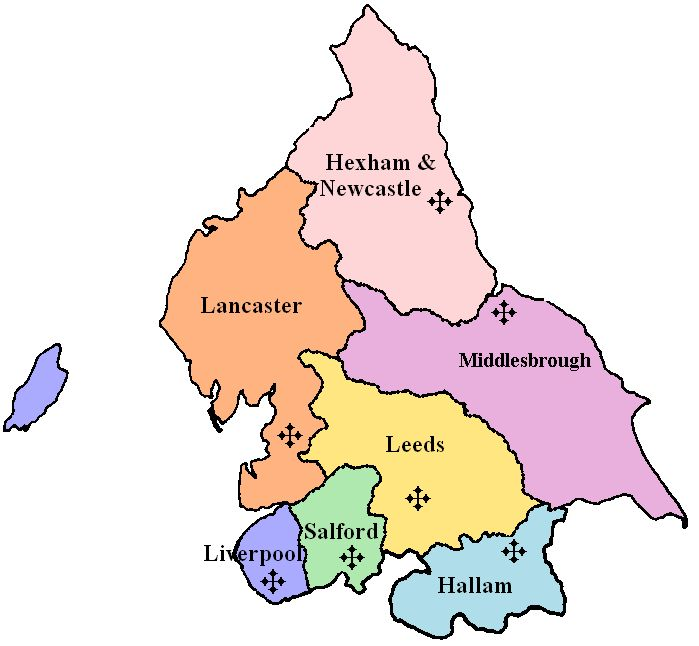
Kerkprovincie Liverpool (Engeland)
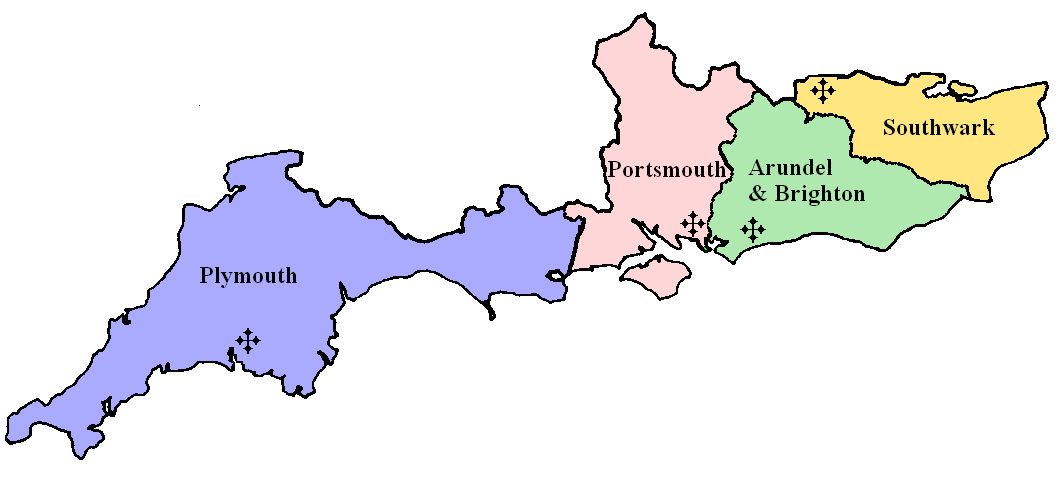
Kerkprovincie Southwark (Engeland)
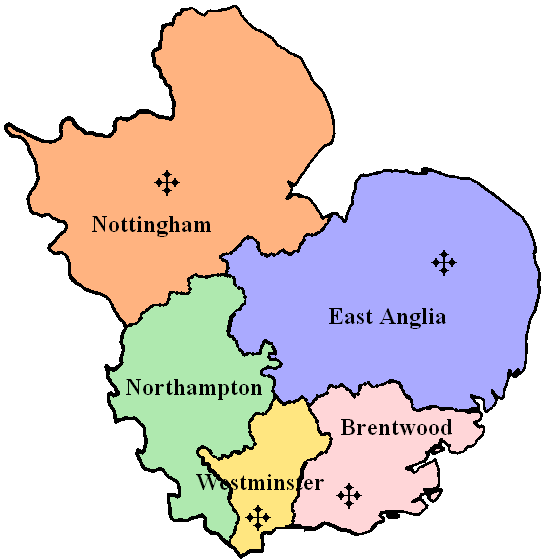
Kerkprovincie Westminster (Engeland)

Historische bisdommen in Engeland
Bisdommen Engeland ca. 800 AD
Bisdommen Engeland 850-925 AD
Bisdommen Engeland 950-1030 AD